# アルバロ・サンス
アルバロ・サンス・カタラン（Álvaro Sanz Catalán、2001年2月14日 - ）は、スペイン・アラゴン州カスペ出身のサッカー選手。ラシン・フェロル所属。ポジションはMF。

## クラブ経歴
アラゴン州のカスペに生まれ、2012年にレアル・サラゴサのカンテラに入団した。2015年、14歳でFCバルセロナのカンテラであるラ・マシアに移籍した。
2020年6月26日、バルセロナと3年間のプロ契約を結び、Bチームへの昇格が決まった。同年10月18日、ヒムナスティック・タラゴナ戦でBチームデビューを果たした。
2022年1月2日、ラ・リーガのRCDマヨルカ戦にて、ニコ・ゴンサレスとの交代でトップチームデビューを飾った。
2024年7月3日、ラシン・フェロルに1年契約で移籍した。

## 個人成績

### クラブ
2022年1月5日現在
| クラブ       | シーズン     | リーグ                       | リーグ | リーグ | 国内カップ | 国内カップ | 国際カップ | 国際カップ | その他 | その他 | 通算 | 通算 |
| クラブ       | シーズン     | ディヴィジョン               | 出場   | 得点   | 出場       | 得点       | 出場       | 得点       | 出場   | 得点   | 出場 | 得点 |
| ------------ | ------------ | ---------------------------- | ------ | ------ | ---------- | ---------- | ---------- | ---------- | ------ | ------ | ---- | ---- |
| バルセロナB  | 2020-21      | セグンダ・ディビシオンB      | 16     | 0      | -          | -          | -          | -          | 0      | 0      | 16   | 0    |
| バルセロナB  | 2021-22      | プリメーラ・ディビシオンRFEF | 15     | 0      | -          | -          | -          | -          | 0      | 0      | 15   | 0    |
| バルセロナB  | Total        | Total                        | 31     | 0      | 0          | 0          | 0          | 0          | 0      | 0      | 31   | 0    |
| バルセロナ   | 2021-22      | ラ・リーガ                   | 2      | 0      | 1          | 0          | 0          | 0          | 0      | 0      | 3    | 0    |
| キャリア通算 | キャリア通算 | キャリア通算                 | 33     | 0      | 1          | 0          | 0          | 0          | 0      | 0      | 34   | 0    |